# Lista das contas mais seguidas no Twitter
Esta lista contém as 50 contas mais seguidas na plataforma de mídia social X. Elon Musk, Barack Obama, Justin Bieber, Cristiano Ronaldo, Rihanna, Donald Trump e Narendra Modi lideram a lista, cada um com mais de 100 milhões de seguidores.

## Contas mais seguidas no X
A tabela seguinte lista as 50 contas com mais seguidas no X, com cada total arredondado para a centena de milhar mais próxima, assim como a profissão ou atividade de cada usuário. Os números das contas e as mudanças por mês na classificação foram atualizados em 09 de agosto de 2024.

Esta lista ainda inclui, sem classificação, contas que foram suspensas ou excluídas enquanto tinham seguidores suficientes para chegar ao top 50, como Ariana Grande.

O empreendedor e proprietário do X, Elon Musk, possui a conta mais seguida no X, com mais de 221 milhões de seguidores.
O ex-presidente dos Estados Unidos, Barack Obama é o político mais seguido no X, com mais de 130 milhões de seguidores.
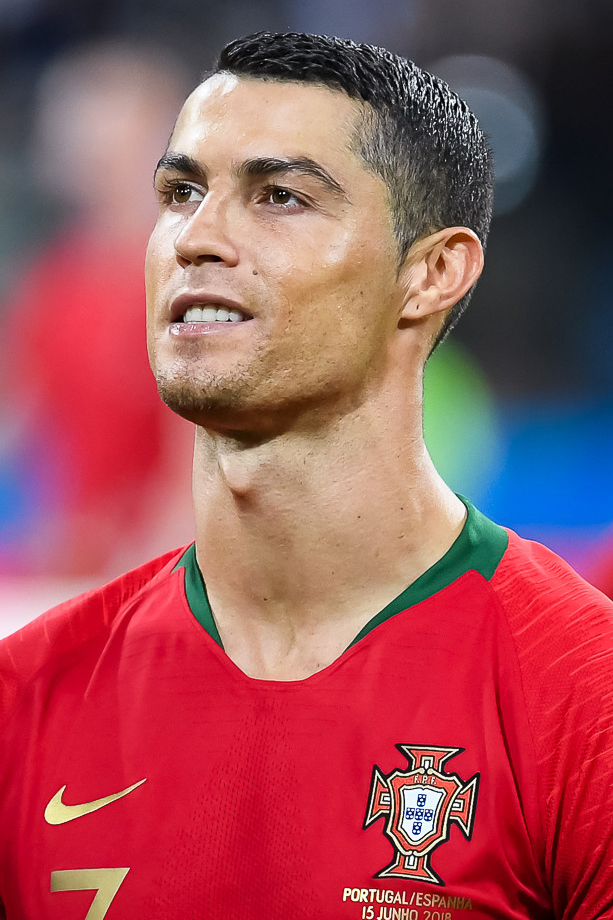
O futebolista português Cristiano Ronaldo é o esportista mais seguido e europeu no X, com mais de 115 milhões de seguidores.
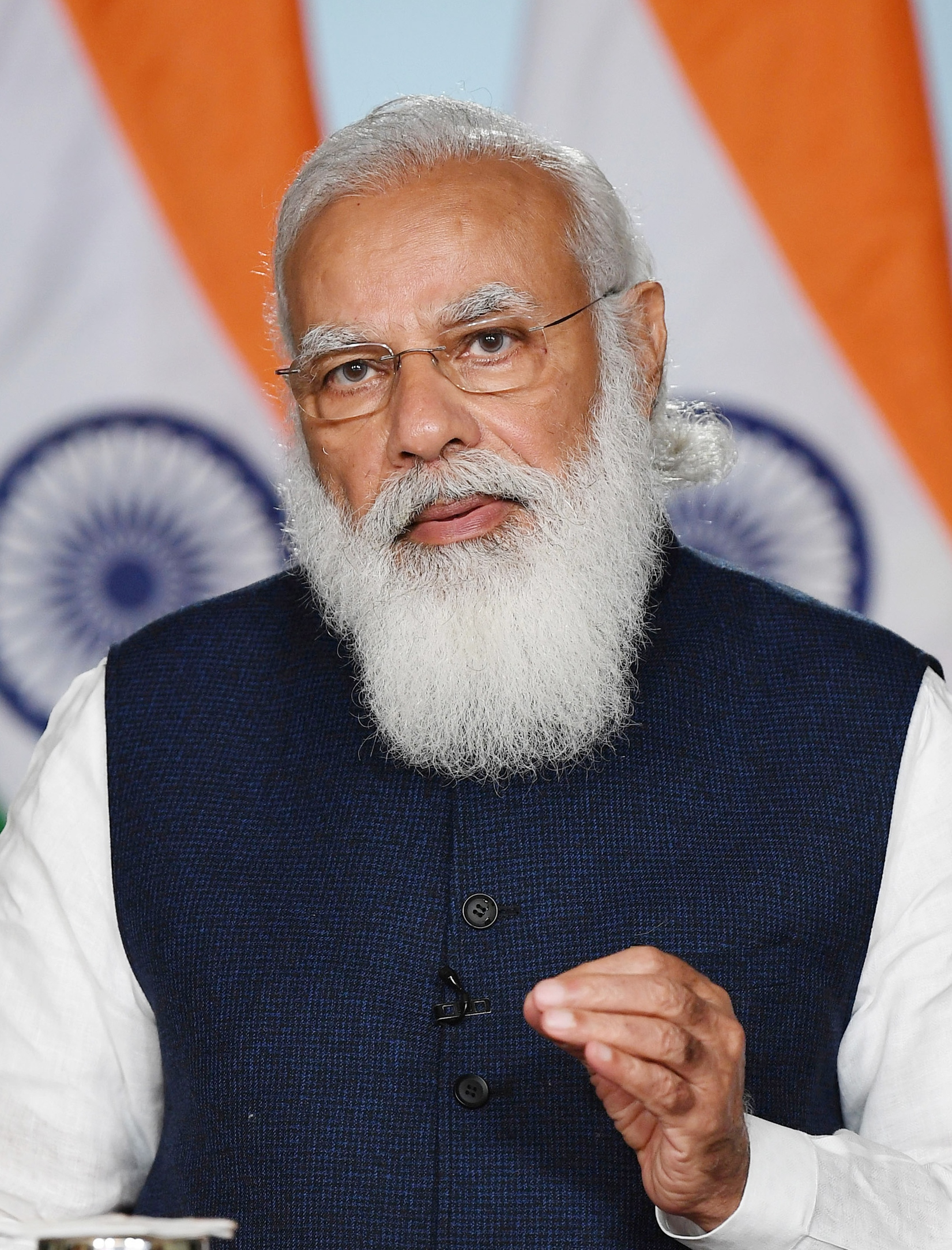
O primeiro-ministro da Índia Narendra Modi é o líder mundial e asiático mais seguido no X, com mais de 108 milhões de seguidores.
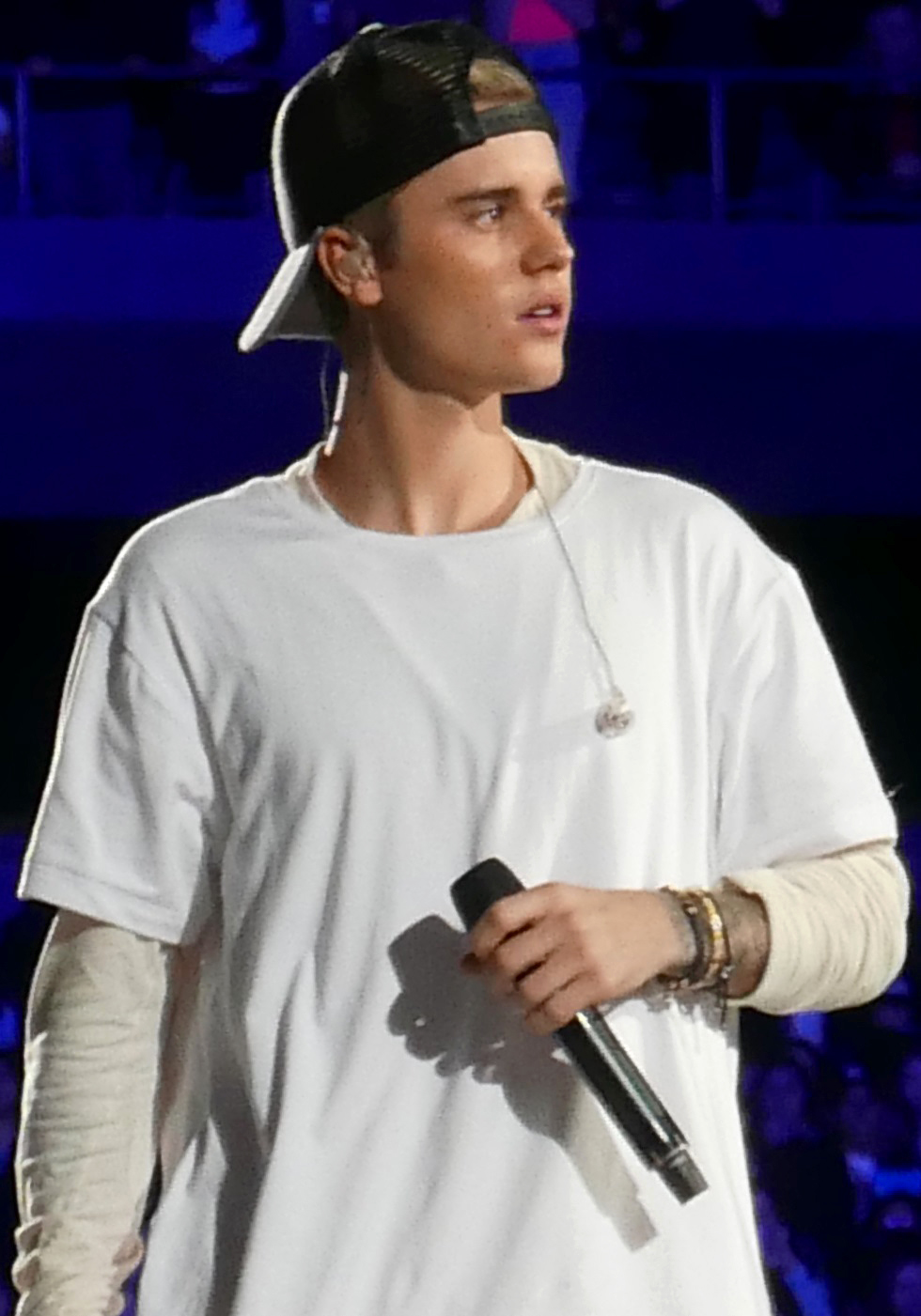
O cantor canadense Justin Bieber é o músico mais seguido no X, com mais de 108 milhões de seguidores.
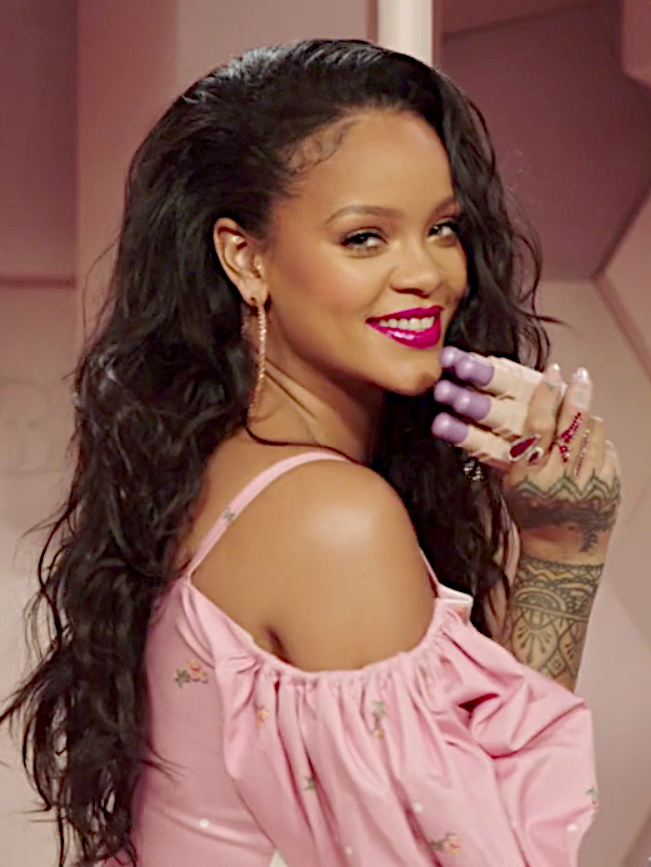
A cantora americana Rihanna é a mulher mais seguida no X, com mais de 107 milhões de seguidores.
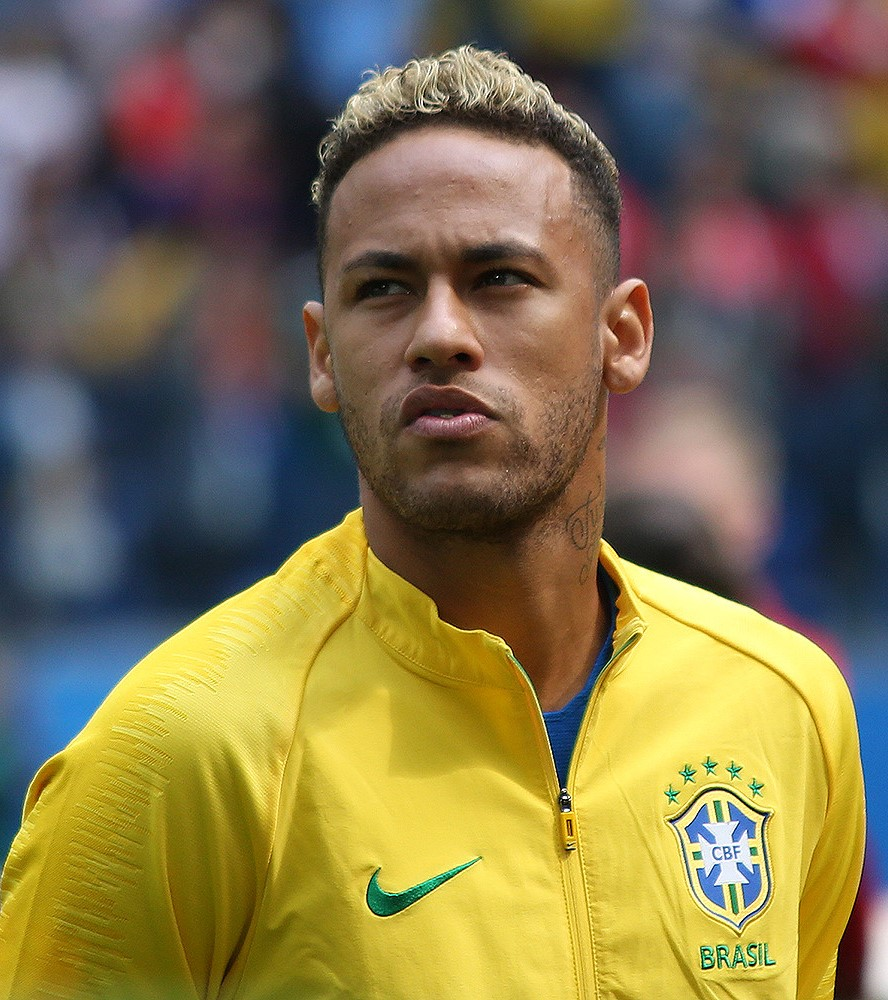
O futebolista Neymar é o brasileiro mais seguido no X, com mais de 63 milhões de seguidores.

| Posição                   | Mudança | Nome da conta    | Proprietário          | Seguidores (milhões) | Ocupação                                 | País                                    | Marca |
| ------------------------- | ------- | ---------------- | --------------------- | -------------------- | ---------------------------------------- | --------------------------------------- | ----- |
| 1                         | Estável | @elonmusk        | Elon Musk             | 221.1                | Empreendedor e magnata de negócios       | Estados Unidos · Canadá · África do Sul | —     |
| 2                         | Estável | @BarackObama     | Barack Obama          | 130.1                | 44º Presidente dos Estados Unidos        | Estados Unidos                          | —     |
| 3                         | Aumento | @cristiano       | Cristiano Ronaldo     | 115.5                | Futebolista                              | Portugal                                | —     |
| 4                         | Estável | @narendramodi    | Narendra Modi         | 108.8                | Primeiro Ministro da Índia               | Índia                                   | —     |
| 5                         | Baixa   | @justinbieber    | Justin Bieber         | 108.6                | Cantor                                   | Canadá                                  | —     |
| 6                         | Estável | @rihanna         | Rihanna               | 107.7                | Cantora e empresária                     | Barbados                                | —     |
| 7                         | Estável | @realdonaldtrump | Donald Trump          | 106.8                | Presidente dos Estados Unidos            | Estados Unidos                          | —     |
|                           |         |                  |                       |                      |                                          |                                         |       |
| 8                         | Aumento | @katyperry       | Katy Perry            | 104.5                | Cantora                                  | Estados Unidos                          | —     |
| 9                         | Baixa   | @taylorswift13   | Taylor Swift          | 93.6                 | Cantora                                  | Estados Unidos                          | —     |
|                           |         |                  |                       |                      |                                          |                                         | —     |
| 10                        | Aumento | @nasa            | NASA                  | 86.9                 | Agência espacial                         | Estados Unidos                          | Yes   |
| 11                        | Baixa   | @ladygaga        | Lady Gaga             | 81.8                 | Cantora e atriz                          | Estados Unidos                          | —     |
| 12                        | Baixa   | @YouTube         | YouTube               | 79                   | Serviço de armazenamento de vídeos       | Estados Unidos                          | Yes   |
| 13                        | Aumento | @KimKardashian   | Kim Kardashian        | 74.5                 | Empresária e personalidade da televisão  | Estados Unidos                          | —     |
| 14                        | Baixa   | @TheEllenShow    | Ellen DeGeneres       | 72.4                 | Comediante e apresentadora de televisão  | Estados Unidos                          | —     |
| 15                        | Estável | @X               | X                     | 68.7                 | Plataforma de mídia social               | Estados Unidos                          | Yes   |
| 16                        | Aumento | @imvkohli        | Virat Kohli           | 67.8                 | Jogador de críquete                      | Índia                                   | —     |
| 17                        | Estável | @BillGates       | Bill Gates            | 66.2                 | Empresário e filantropo                  | Estados Unidos                          | —     |
| 18                        | Aumento | @selenagomez     | Selena Gomez          | 65                   | Cantora e atriz                          | Estados Unidos                          | —     |
| 19                        | Baixa   | @neymarjr        | Neymar                | 63.9                 | Futebolista                              | Brasil                                  | —     |
| 20                        | Baixa   | @cnnbrk          | CNN Breaking News     | 63.7                 | Canal de notícias                        | Estados Unidos                          | Yes   |
| 21                        | Baixa   | @cnn             | CNN                   | 63.4                 | Canal de notícias                        | Estados Unidos                          | Yes   |
| 22                        | Baixa   | @jtimberlake     | Justin Timberlake     | 59.2                 | Cantor e ator                            | Estados Unidos                          | —     |
| 23                        | Estável | @pmoindia        | PMO India             | 58.4                 | Escritório do Primeiro Ministro da Índia | Índia                                   | Yes   |
| 24                        | Aumento | @espn            | ESPN                  | 58.2                 | Canal de esportes                        | Estados Unidos                          | Yes   |
| 25                        | Estável | @britneyspears   | Britney Spears        | 54.6                 | Cantora                                  | Estados Unidos                          | —     |
| 26                        | Estável | @nytimes         | The New York Times    | 55                   | Jornal                                   | Estados Unidos                          | Yes   |
| 27                        | Baixa   | @kingjames       | LeBron James          | 52.8                 | Basquetebolista                          | Estados Unidos                          | —     |
| 28                        | Estável | @shakira         | Shakira               | 52.6                 | Cantora                                  | Colômbia                                | —     |
| 29                        | Baixa   | @ddlovato        | Demi Lovato           | 52.4                 | Cantora e atriz                          | Estados Unidos                          | —     |
| 30                        | Aumento | @championsleague | UEFA Champions League | 53.7                 | Torneio de futebol                       | União Europeia                          | Yes   |
| 31                        | Baixa   | @bbcbreaking     | BBC Breaking News     | 51.6                 | Canal de notícias                        | Reino Unido                             | Yes   |
| 32                        | Estável | @realmadrid      | Real Madrid CF        | 51                   | Clube de futebol                         | Espanha                                 | Yes   |
| 33                        | Baixa   | @srbachchan      | Amitabh Bachchan      | 48.9                 | Ator                                     | Índia                                   | —     |
| 34                        | Estável | @jimmyfallon     | Jimmy Fallon          | 48.7                 | Comediante e apresentador de televisão   | Estados Unidos                          | —     |
| 35                        | Aumento | @fcbarcelona     | FC Barcelona          | 50                   | Clube de futebol                         | Espanha                                 | Yes   |
| 36                        | Estável | @bts_twt         | BTS                   | 48.3                 | Cantores                                 | Coreia do Sul                           | —     |
| 37                        | Aumento | @nba             | NBA                   | 48.1                 | Torneio                                  | Estados Unidos · Canadá                 | Yes   |
| 38                        | Estável | @akshaykumar     | Akshay Kumar          | 47.1                 | Ator e produtor de cinema                | Índia                                   | —     |
| 39                        | Baixa   | @beingsalmankhan | Salman Khan           | 45.8                 | Ator e produtor de cinema                | Índia                                   | —     |
| 40                        | Baixa   | @MileyCyrus      | Miley Cyrus           | 45.4                 | Cantora e atriz                          | Estados Unidos                          | —     |
| 41                        | Aumento | @bts_bighit      | BTS                   | 44.6                 | Cantores                                 | Coreia do Sul                           | Yes   |
| 42                        | Baixa   | @iamsrk          | Shah Rukh Khan        | 44.1                 | Ator e produtor de cinema                | Índia                                   | —     |
| 43                        | Estável | @premierleague   | Premier League        | 43                   | Torneio de futebol                       | Reino Unido                             | —     |
| 44                        | Baixa   | @JLo             | Jennifer Lopez        | 43.6                 | Cantora e atriz                          | Estados Unidos                          | —     |
| 45                        | Estável | @sportscenter    | SportsCenter          | 43.4                 | Canal de esportes                        | Estados Unidos                          | Yes   |
| 46                        | Estável | @brunomars       | Bruno Mars            | 42.2                 | Cantor                                   | Estados Unidos                          | —     |
| 47                        | Estável | @oprah           | Oprah Winfrey         | 41.6                 | Empresária e personalidade da televisão  | Estados Unidos                          | —     |
| 48                        | Novo    | @BBCWorld        | BBC News              | 41                   | Canal de notícias                        | Reino Unido                             | —     |
| 49                        | Novo    | @sachin_rt       | Sachin Tendulkar      | 40.3                 | Jogador de críquete                      | Índia                                   | —     |
| Desde 9 de agosto de 2024 |         |                  |                       |                      |                                          |                                         |       |